# 天主教贝洛奥里藏特总教区

Regional CNBB Leste 2.

天主教贝洛奥里藏特总教区

天主教貝洛奧里藏特總教區是羅馬天主教在巴西的一個教省總教區，下轄四個教區。
總教區位於米納斯吉拉斯州中部，教座位於首府貝洛奧里藏特。2006年有教友3,535,715人，佔轄區總人口75.0%。教區下轄258個堂區，有609名司鐸。現任總主教為瓦爾莫·奧利韋拉-德-阿澤維多，輔理主教為若亞敬·若望·莫爾-吉馬朗埃斯、熱奧瓦內·類斯·達-西爾瓦和雲先·費雷拉，榮休輔理主教為施巴士坦·羅格·拉貝洛-門德斯。
教區於1921年2月11日成立，1924年2月1日升為總教區。